# Botsuraku Yotei no Kizoku dakedo, Hima datta kara Mahō wo Kiwamete Mita
Botsuraku Yotei no Kizoku dakedo, Hima datta kara Mahō wo Kiwamete Mita (没落予定の貴族だけど、暇だったから魔法を極めてみた lit. Mi familia noble se dirige a la ruina, así que también puedo estudiar magia en mi tiempo libre?), también conocida como I'm a Noble on the Brink of Ruin, So I Might as Well Try Mastering Magic en inglés, es una serie de novelas ligeras japonesas escritas por Nazuna Miki e ilustradas por Kabocha. La serie comenzó a serializarse en línea en septiembre de 2019 en el sitio web de publicación de novelas generadas por usuarios Shōsetsuka ni Narō. Posteriormente fue adquirido por TO Books, que ha publicado ocho volúmenes desde febrero de 2020. 
Una adaptación de manga con arte de Rio Akisaki se ha serializado en línea a través del servicio de manga Comic Corona basado en Nico Nico Seiga de TO Books desde febrero de 2020 y se ha recopilado en ocho volúmenes de tankōbon. Una adaptación de la serie de televisión de anime producida por Studio Deen y Marvy Jack se emitió de enero a marzo de 2025.

## Sipnosis
Un hombre mientras disfrutaba de su bebida vespertina, de repente, se encontró en el cuerpo de Liam, el quinto hijo de un noble en otro mundo. El cambio repentino e inesperado lo hace entrar en pánico... pero se da cuenta de que no tiene un lugar al que trabajar y pasa sus días practicando la magia con la que siempre ha soñado en su mundo anterior.
Se convierte en un aventurero para independizarse de su familia, que está a punto de caer en la ruina... Antes de darse cuenta, se convierte no solo en uno de los hechiceros más grandes del mundo, sino también en un noble de rango aún mayor.

## Personajes
Liam (リアム Riamu?)
 Seiyū: Ayumu Murase
Radon (ラードーン Rādōn?)
 Seiyū: Tomokazu Sugita
Asuna (アスナ?)
 Seiyū: Haruka Tomatsu
Jodi (ジョディ?)
 Seiyū: Saori Hayami
Scarlet (スカーレット Sukāretto?)
 Seiyū: Shizuka Itō
Raymond (レイモンド レイモンド?)
 Seiyū: Takehito Koyasu
Chica Misteriosa (謎の少女 Nazo no Shōjo?)
 Seiyū: Rie Kugimiya
Bruno (ブルーノ Burūno?)
 Seiyū: Yūya Hirose
Albrebit (アルブレビト Aruburebito?)
 Seiyū: Ryuichi Kijima
Reina (レイナ?)
 Seiyū: Yume Miyamoto
Chris (クリス Kurisu?)
 Seiyū: Miho Okasaki
Guy (ガイ Gai?)
 Seiyū: Kenta Miyake

## Contenido de la obra

### Novela ligera
La novela ligera fue escrito por Nazuna Miki, Botsuraku Yotei no Kizoku dakedo, Hima datta kara Mahō wo Kiwamete Mita comenzó su serialización en el sitio web de publicación de novelas generadas por usuarios Shōsetsuka ni Narō el 7 de septiembre de 2019. Posteriormente fue adquirido por TO Books, quien comenzó a publicar la serie con ilustraciones de Kabocha bajo su sello de novela ligera TO Bunko el 10 de febrero de 2020. Se publicaron ocho volúmenes hasta marzo de 2024. La novela ligera tiene licencia en Norteamérica de J-Novel Club.
| Volúmenes de novelas ligeras publicadas | Volúmenes de novelas ligeras publicadas | Volúmenes de novelas ligeras publicadas |
| Número                                  | Fecha de lanzamiento                    | ISBN                                    |
| --------------------------------------- | --------------------------------------- | --------------------------------------- |
| 1                                       | 10 de febrero de 2020                   | ISBN 978-4-86-472921-5                  |
| 2                                       | 9 de mayo de 2020                       | ISBN 978-4-86-472981-9                  |
| 3                                       | 8 de agosto de 2020                     | ISBN 978-4-86-699030-9                  |
| 4                                       | 20 de noviembre de 2020                 | ISBN 978-4-86-699084-2                  |
| 5                                       | 20 de julio de 2021                     | ISBN 978-4-86-699274-7                  |
| 6                                       | 9 de julio de 2022                      | ISBN 978-4-86-699566-3                  |
| 7                                       | 20 de septiembre de 2023                | ISBN 978-4-86-699949-4                  |
| 8                                       | 15 de marzo de 2024                     | ISBN 978-4-86-794120-1                  |

### Manga
Una adaptación de manga ilustrada por Rio Akisaki comenzó a serializarse en el servicio de manga Comic Corona, basado en Nico Nico Seiga, de TO Books el 3 de febrero de 2020. Los capítulos del manga se han compilado en ocho volúmenes de tankōbon a partir de marzo de 2024. La adaptación al manga también tiene licencia en Norteamérica de J-Novel Club.
Un manga derivado ilustrado por Daiki Tose, titulado Botsuraku Yotei no Kizoku dakedo, Hima datta kara Mahō wo Kiwamete Mita: Goshujin-sama ga Daisuki, comenzó a publicarse en el servicio de manga Corona EX de TO Books el 14 de septiembre de 2023.
| Volúmenes de manga publicados | Volúmenes de manga publicados | Volúmenes de manga publicados |
| Número                        | Fecha de lanzamiento          | ISBN                          |
| ----------------------------- | ----------------------------- | ----------------------------- |
| 1                             | 1 de septiembre de 2020       | ISBN 978-4-86-699043-9        |
| 2                             | 15 de febrero de 2021         | ISBN 978-4-86-699131-3        |
| 3                             | 16 de agosto de 2021          | ISBN 978-4-86-699301-0        |
| 4                             | 1 de marzo de 2022            | ISBN 978-4-86-699464-2        |

### Anime
El 15 de marzo de 2024 se anunció una adaptación de la serie de televisión de anime. La serie está producida por Studio Deen y Marvy Jack y dirigida por Ken'ichi Ishikura, con Tatsuya Takahashi escribiendo los guiones de la serie, Midori Otsuka diseñando los personajes y Arisa Okehazama componiendo la música. La serie se emitió del 7 de enero al 25 de marzo de 2025 en TV Tokyo, AT-X, BS Fuji. El tema de apertura es "Wonderlust" interpretado por Saji, mientras que el tema de cierre es "Joy!!" interpretado por Miho Okasaki. Crunchyroll obtuvo la licencia de la serie fuera de Asia.

## Recepción
En marzo de 2024, la serie tenía 750.000 copias en circulación.